# Delta County (Colorado)
Das Delta County ist eine Verwaltungseinheit (County) im westlichen Teil des US-Bundesstaates Colorado. Der Verwaltungssitz (County Seat) ist Delta, die größte Stadt des Bezirks.

## Geographie
Das County liegt südlich des gleichnamigen Flusses Colorado. Er umfasst eine Region im nordöstlichen Teil des Colorado-Plateaus und wird von den Bezirken Mesa im Norden und Westen, Montrose im Süden und Gunnison im Osten umschlossen.
Der Verwaltungsbezirk wird im Südwesten vom 290 km langen Gunnison durchflossen, in dessen Einzugsgebiet sich kleinere Siedlungen befinden. Im Südosten hat Delta noch einen geringen Anteil am West-Elk-Gebirge, während der Norden aus den dichten Wäldern der Nationalforste Grand Mesa (Großes Tafelland) und Gunnison besteht.

## Geschichte
Das County entstand im Jahr 1883 zusammen mit Mesa und Montrose aus dem heute östlich gelegenen Gunnison, zu dem seinerzeit noch alle diese drei Verwaltungsbezirke gehörten.

## Demografische Daten

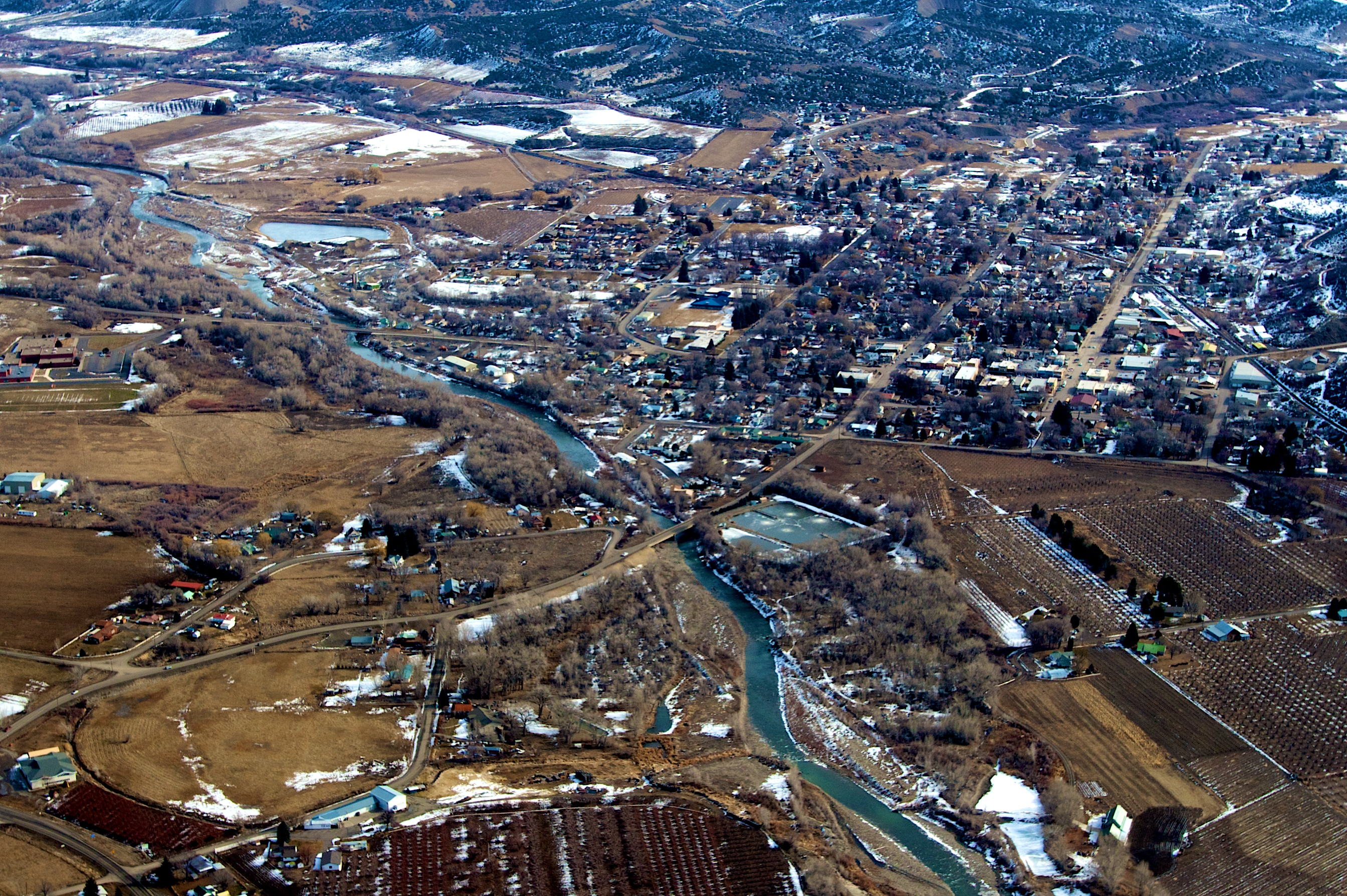
Luftaufnahme von Paonia und Umgebung

Nach der Volkszählung im Jahr 2000 lebten im County 27.834 Menschen. Es gab 11.058 Haushalte und 7939 Familien. Die Bevölkerungsdichte betrug 9 Einwohner pro Quadratkilometer. Ethnisch betrachtet setzte sich die Bevölkerung zusammen aus 92,29 Prozent Weißen, 0,52 Prozent Afroamerikanern, 0,76 Prozent amerikanischen Ureinwohnern, 0,32 Prozent Asiaten, 0,03 Prozent Bewohnern aus dem pazifischen Inselraum und 4,25 Prozent aus anderen ethnischen Gruppen; 1,83 Prozent stammten von zwei oder mehr Ethnien ab. 11,39 Prozent der Bevölkerung waren spanischer oder lateinamerikanischer Abstammung.
Von den 11.058 Haushalten hatten 29,0 Prozent Kinder und Jugendliche unter 18 Jahre, die bei ihnen lebten. 60,3 Prozent waren verheiratete, zusammenlebende Paare, 7,9 Prozent waren allein erziehende Mütter. 28,2 Prozent waren keine Familien. 24,8 Prozent waren Singlehaushalte und in 12,4 Prozent lebten Menschen im Alter von 65 Jahren oder darüber. Die Durchschnittshaushaltsgröße betrug 2,43 und die durchschnittliche Familiengröße lag bei 2,89 Personen.
Auf das gesamte County bezogen setzte sich die Bevölkerung zusammen aus 24,0 Prozent Einwohnern unter 18 Jahren, 6,3 Prozent zwischen 18 und 24 Jahren, 23,6 Prozent zwischen 25 und 44 Jahren, 26,5 Prozent zwischen 45 und 64 Jahren und 19,7 Prozent waren 65 Jahre alt oder darüber. Das Durchschnittsalter betrug 42 Jahre. Auf 100 weibliche Personen kamen 100,8 männliche Personen, auf 100 Frauen im Alter ab 18 Jahren kamen statistisch 98,6 Männer.
Das jährliche Durchschnittseinkommen eines Haushalts betrug 32.785 USD, das Durchschnittseinkommen der Familien betrug 37.748 USD. Männer hatten ein Durchschnittseinkommen von 31.348 USD, Frauen 19.916 USD. Das Prokopfeinkommen betrug 17.152 USD. 12,1 Prozent der Bevölkerung und 8,5 Prozent der Familien lebten unterhalb der Armutsgrenze. Darunter waren 15,0 Prozent der Bevölkerung unter 18 Jahren und 9,6 Prozent der Einwohner ab 65 Jahren.

## Kultur und Sehenswürdigkeiten

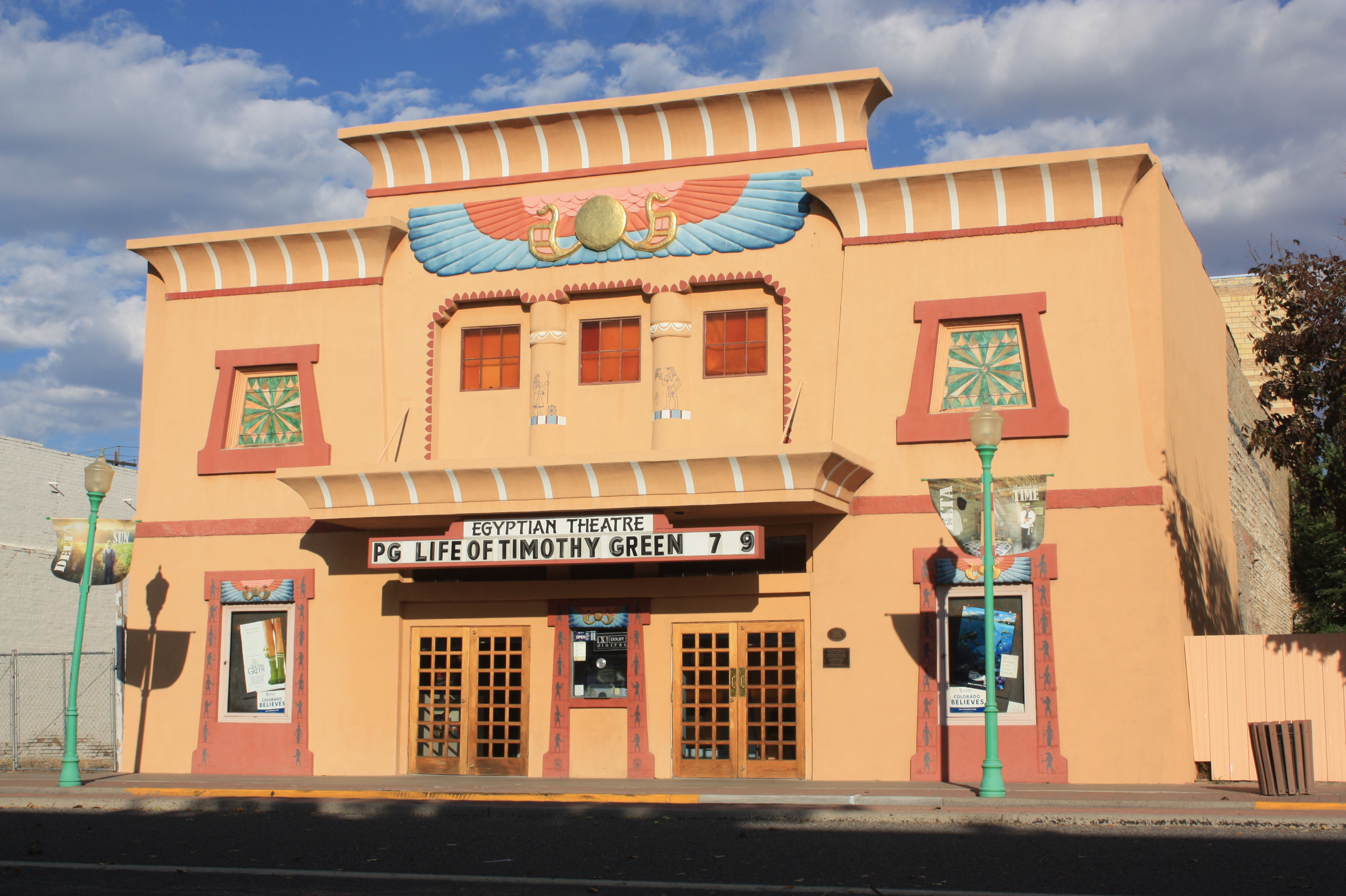
Egyptian Theatre (2012). Dieses Filmtheater entstand im Jahr 1928 und hat 750 Plätze. Im Juli 1993 wurde es in das NRHP eingetragen.

16 Bauwerke und Stätten des Countys sind im National Register of Historic Places („Nationales Verzeichnis historischer Orte“; NRHP) eingetragen (Stand 27. August 2022), darunter vier Kirchen, zwei Hotels und ein Kino im ägyptischen Stil.

## Orte im Delta County
- Austin
- Bowie
- Broughton
- Cedaredge
- Chipeta
- Coburn
- Colby
- Cory
- Crawford
- Delta
- Dominguez
- Eckert
- Escalante
- Grand Mesa
- Hotchkiss
- Huff
- Juanita Junction
- Keyhole
- Lazear
- North Delta
- Orchard City
- Paonia
- Payne
- Peeples
- Read
- Rogers Mesa
- Saunders
- Saxton